# Coleophora potentillae
Coleophora potentillae é uma espécie de mariposa do gênero Coleophora pertencente à família Coleophoridae.